# Championnat de Tchécoslovaquie de hockey sur glace 1936-1937
Saison suivante
La saison 1936-1937 de la Státní liga est la première édition du Championnat de Tchécoslovaquie de hockey sur glace.

## Déroulement de la saison
Le 13 décembre 1936, la mise en place d'un championnat national de hockey sur glace en Tchécoslovaquie est décidée. Huit équipes y prennent part. Elles sont rassemblées au sein d'un groupe unique où elles s'affrontent toutes une fois, le classement final déterminant le club champion. Les équipes participantes sont déterminées en fonction de compétitions régionales jouées plus tôt dans la saison. Qualifié en tant que champion du nord-est de la Bohème, le LTC Pardubice est finalement remplacé par le BK Mladá Boleslav. Du fait d'être le cœur du hockey dans le pays, la capitale Prague se voit accordée trois équipes. La première partie est jouée le 3 janvier 1937 entre le ČSK Vítkovice et l'AC Sparta Prague. Le LTC Prague et le AC Sparta Prague finissent la saison invaincues mais le LTC remporte le titre grâce à une victoire de plus que son rival. Josef Maleček du LTC termine meilleur buteur avec 16 réalisations.
Selon le réglement, les deux derniers du classement devaient être relégués. Cependant, une expansion de dernière minute est réalisée en raison du manque de rencontres de qualifications pour la saison suivante. Un barrage de maintien est joué entre les deux derniers du championnat qui tourne au profit du BK Mladá Boleslav suivant son succès 1-0 sur le SK Slavia Prague.

## Résultats
| Équipes                  | C. Budejovice | M. Boleslav | Opava | Poprad | LTC  | Slavia | Sparta | Vítkovice |
| AC Stadion C. Budejovice |               | 3-0         | 2-5   | 4-0    | 0-12 | 5-0    | 3-5    | 3-2       |
| BK Mladá Boleslav        |               |             | 1-3   | 0-10   | 0-19 | 1-4    | 2-9    | 2-6       |
| Troppauer EV Opava       |               |             |       | 2-2    | 0-5  | 0-2    | 0-4    | 0-3       |
| HC Tatry Poprad          |               |             |       |        | 2-5  | 2-1    | 1-2    | 1-0       |
| LTC Prague               |               |             |       |        |      | 13-0   | 0-0    | 10-0      |
| SK Slavia Prague         |               |             |       |        |      |        | 0-8    | 1-2       |
| AC Sparta Prague         |               |             |       |        |      |        |        | 1-1       |
| ČSK Vítkovice            |               |             |       |        |      |        |        |           |

## Classement
| Clt   | Équipe                      | PJ | V | D | N | BP | BC | Diff | Pts |
| ----- | --------------------------- | -- | - | - | - | -- | -- | ---- | --- |
| +001, | LTC Prague                  | 7  | 6 | 0 | 1 | 64 | 2  | +62  | 13  |
| +002, | AC Sparta Prague            | 7  | 5 | 0 | 2 | 29 | 7  | +22  | 12  |
| +003, | AC Stadion České Budějovice | 7  | 4 | 3 | 0 | 20 | 24 | -4   | 8   |
| +004, | HC Tatry Poprad             | 7  | 3 | 3 | 1 | 18 | 14 | +4   | 7   |
| +005, | ČSK Vítkovice               | 7  | 3 | 3 | 1 | 14 | 18 | -4   | 7   |
| +006, | Troppauer EV Opava          | 7  | 2 | 4 | 1 | 10 | 19 | -9   | 5   |
| +007, | SK Slavia Prague            | 7  | 2 | 5 | 0 | 8  | 31 | -23  | 4   |
| +008, | BK Mladá Boleslav           | 7  | 0 | 7 | 0 | 6  | 54 | -48  | 0   |

- Champion de Tchécoslovaquie 1936-1937
- Barrage de maintien

## Effectif champion
L'effectif du LTC Prague sacré champion de Tchécoslovaquie est le suivant :
- Gardien de but : Bohumil Modrý, Antonín Houba
- Défenseurs : Jaroslav Pušbauer, Mike Buckna, Beda, Vilibald Šťovík
- Attaquants : Ladislav Troják, Josef Maleček, Oldřich Kučera, František Pergl, Alois Cetkovský, Jaroslav Císař
- Entraîneur : Mike Buckna

## Barrage de maintien
| 1937 | SK Slavia Prague | 0-1 | BK Mladá Boleslav |  |